# خوتکای کاکلی

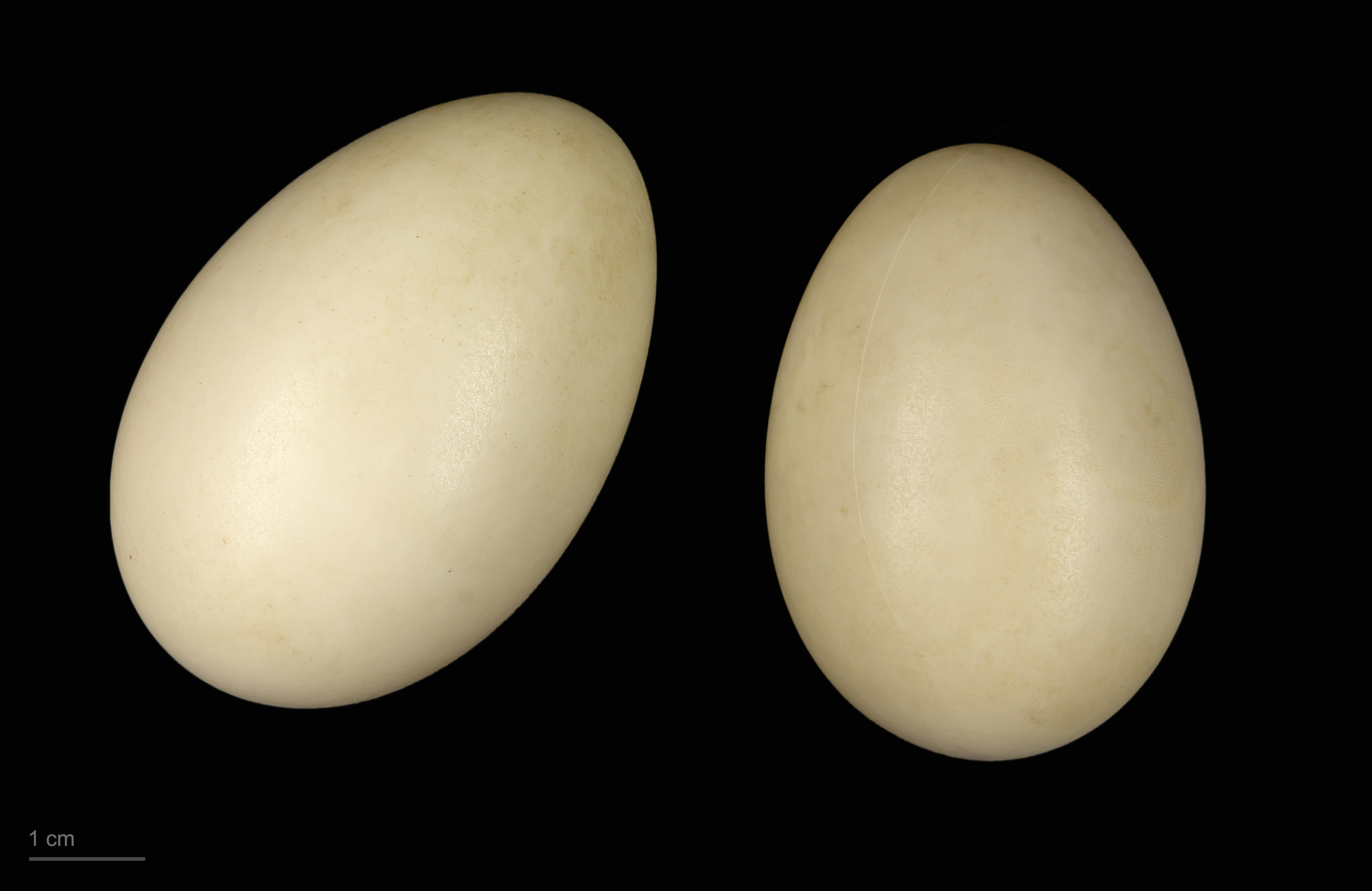
Anas falcata

خوتکای کاکلی (نام علمی: Anas falcata) پرنده‌ای از گروه اردک‌های روی آبچر از تیرهٔ مرغابیان است.